# Edward Augustus Bond

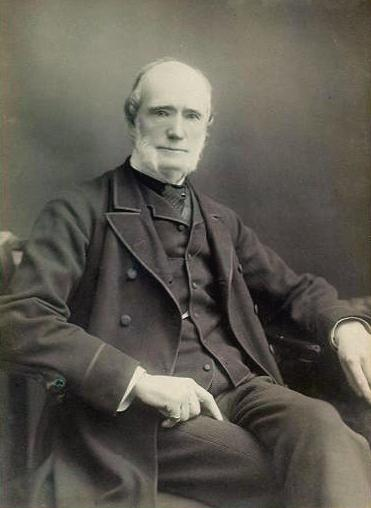
Edward Augustus Bond

Sir Edward Augustus Bond (* 31. Dezember 1815 in Hanwell; † 2. Januar 1898 in Bayswater, London) war englischer Bibliothekar, Historiker und Paläograph. Er war Chefbibliothekar des British Museum.
Bond war der Sohn eines Pfarrers und Direktors einer Privatschule und besuchte ab 1830 die Merchant Taylors School in London. 1833 wurde er Assistent im Public Record Office, wo er eine gründliche Kenntnis mittelalterlicher Handschriften erwarb, und 1838 Assistent in der Abteilung Handschriften des British Museum, wo er von dessen Leiter Frederic Madden gefördert wurde. 1850 wurde er Egerton Librarian, 1854 Assistant Keeper (als Nachfolger von John Holmes) und 1866 Keeper in der Abteilung Handschriften als Nachfolger von Frederick Madden. Schon als Assistant Keeper hatte er einen erweiterten Aufgabenbereich, da Madden nicht gut mit dem Leiter der Bibliothek Anthony Panizzi auskam. 1878 wurde er Chefbibliothekar (Principal Librarian) als Nachfolger von John Winter Jones, nachdem Charles Thomas Newton den Posten abgelehnt hatte. 1888 ging er in den Ruhestand.
Er reformierte die Organisation der Handschriftensammlung, sorgte für deren Katalogisierung mit genauen Beschreibungen der Handschriften und erhöhte die Effizienz der Publikationen der Abteilung. Unter seiner Leitung wurden der Anbau des White Wing des Museums vollendet und die Trennung vom Natural History Museum.
Mit Edward Maunde Thompson gründete er 1873 die Palaeographical Society.
Bond sorgte 1883 für den Erwerb der Stowe Handschriftensammlung, eine Sammlung von rund 2000 irischen, angelsächsischen und mittelalterlichen Handschriften aus dem Besitz des Duke of Buckingham und nach dessen Landsitz Stowe House benannt.
Er war Ehrendoktor (LL.D.) der Universität Cambridge, wurde 1885 als Companion in den Order of the Bath aufgenommen und 1898 als Knight Commander des Order of the Bath geadelt.
Er gab mehrere Bände angelsächsischer Rechtsdokumente heraus (Anglo-saxon charters) und die Reden im Prozess von Warren Hastings  (4 Bände 1859–1861). Er war an führender Stelle in der Kontroverse um die Datierung des Utrecht-Psalters involviert. Er gab die Chronica Monasterii de Melsa für die Rolls Series heraus (1858) und 1856 Reisebeschreibungen von Engländern in Russland im 16. Jahrhundert für die Hakluyt Society (Giles Fletcher’s Russe Commonwealth and Sir Jerome Horsey’s Travels in Russia).
1847 heiratete er Caroline Frances Barham, Tochter von Richard Harris Barham (Autor der Ingoldsby Legends), mit der er fünf Töchter hatte.